# جون ك. ستيوارت (رجل أعمال)
جون ك. ستيوارت (بالإنجليزية: John K. Stewart)‏ هو شخصية أعمال أمريكي، ولد في 30 نوفمبر 1870 في هيلسبورو في الولايات المتحدة، وتوفي في 1 يونيو 1916 في نيويورك في الولايات المتحدة.